# (389) Индустрия
(389) Индустрия (лат. Industria) — астероид главного пояса, который принадлежит к светлому спектральному классу S. Он был открыт 8 марта 1894 года французским астрономом Огюстом Шарлуа в обсерватории Ниццы и назван латинским словом Industria, что переводится как  усердие.

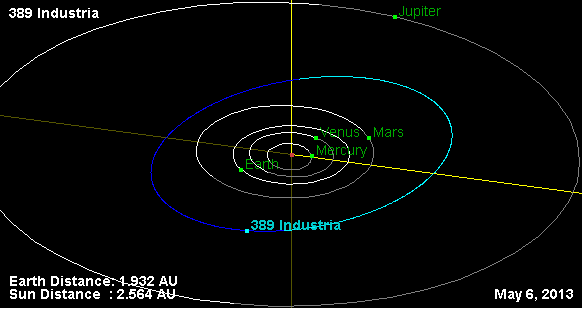
Орбита астероида Индустрия и его положение в Солнечной системе